# Пал Ваго
Пал Ваго (мађ. Vágó Pál; Јасапати, 6. јуна 1853 — Будимпешта, 15. октобра 1928) био је мађарски сликар, познат по историјским сценама.

## Биографија
Родио се у Јасапатију 1853. године као син Игнаца и Терезије. Студирао је право, да би потом учио сликарство у мајсторској школи Александера Вагнера у Минхену. Студије сликарства наставља код Жан-Пола Лорана у Паризу. У стилу минхенског реализма сликао је популарне жанр-сцене, као и историјске композиције под утицајем Виктора Мадараса и Берталана Секеља. 
Први успех доживљава 1881. године са сликом на платну која приказује Велику поплаву Сегедина 1879. године. Године 1887. учествује на изложби у Уметничком салону у Будимпешти где осваја Grand Prix. Од тада се специјализује за приказе историјских сцена и учествује на многим изложбама повезаним са Миленијумском изложбом 1896. године у Будимпешти. 
Године 1897. на позив Торонталске жупаније долази у Велики Бечкерек где за Миленијумску изложбу слика „Дефиле банатских спахија пред царем Фрањом Јосифом I”, која се данас чува у Народном музеју Зрењанин. Велики Бечкерек му је за те потребе изградио велики атеље на обали Бегеја. За време свог боравка у овом граду дружио се са „торонталским сликарима”, радио на оснивању сликарске колоније, али безуспешно.
Преминуо је 15. октобра 1928. године у Будимпешти.

## Галерија
- Мађари пред Кијевом
- Аутопортрет у атељеу
- Жена која чита
- Дефиле банатских спахија пред царем Фрањом Јосифом I
- Велика поплава Сегедина